# Čekovce

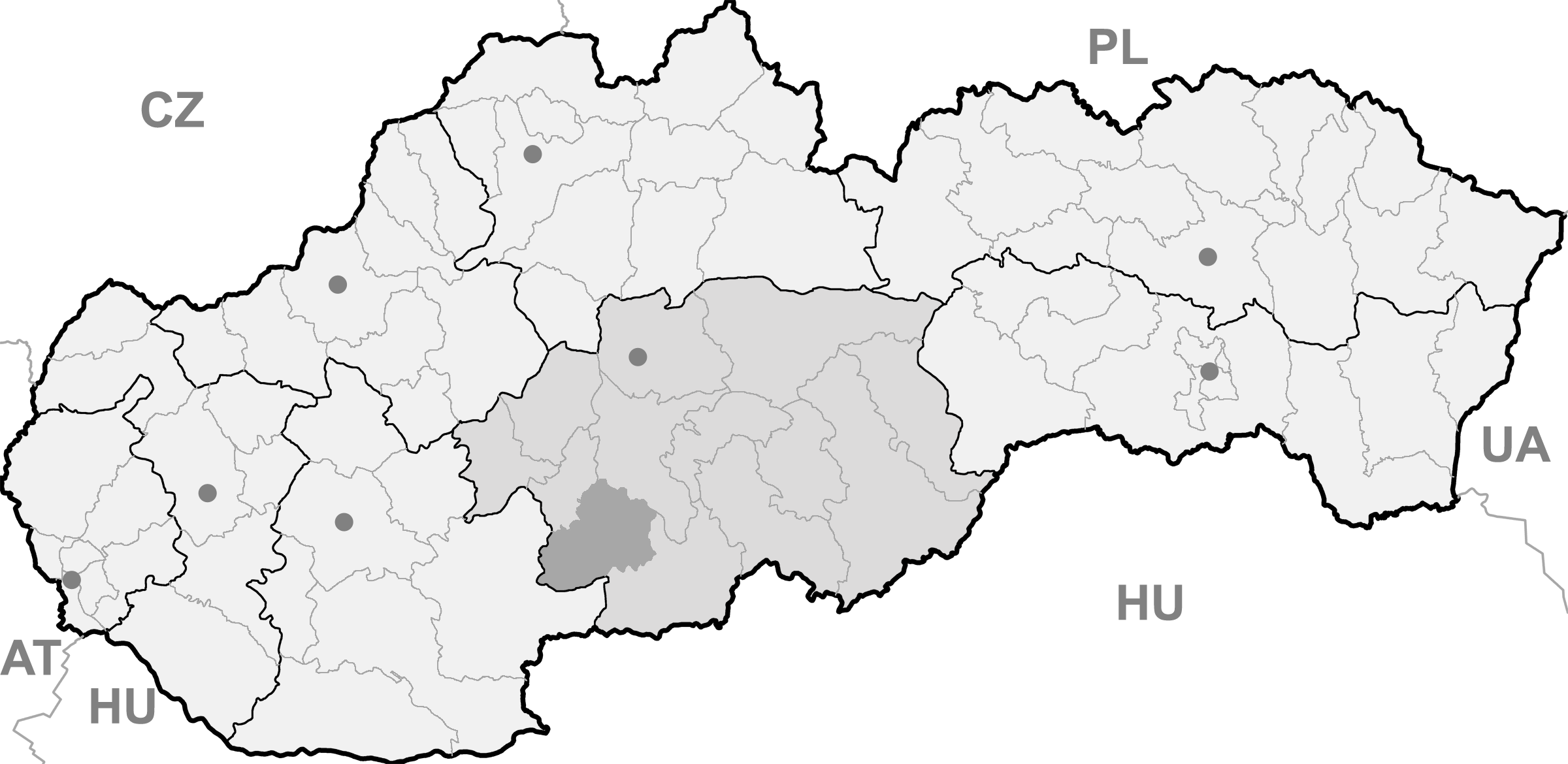

Čekovce (em húngaro: Csákóc) é um município da Eslováquia, situado no distrito de Krupina, na região de Banská Bystrica. Tem 15,02 km² de área e sua população em 2018 foi estimada em 442 habitantes.

## Demografia
| Ano:        | 1994 | 2004    | 2014   | 2024   |
| ----------- | ---- | ------- | ------ | ------ |
| Broj ljudi: | 515  | 420     | 455    | 447    |
| Razlika:    |      | -18,44% | +8,33% | -1,75% |

| Ano:               | 2023 | 2024   |
| ------------------ | ---- | ------ |
| Número de pessoas: | 435  | 447    |
| Diferença:         |      | +2,75% |